# مول
المول هو وحدة قياس كمية المادة في الكيمياء. إذ أنها وحدة أساسية في النظام الدولي للوحدات، وهي واحدة من الوحدات القليلة المستخدمة لقياس كمية فيزيائية.
أتى المصطلح «مول» من الألمانية من كلمة Mol، حيث كان فيلهلم أوستفالد أول من أطلق هذا الاسم في عام 1893، مع أن الوزن المكافئ كان في الاستخدام منذ قرن من الزمان. وقد افترض أن الاسم مشتق من كلمة Molekül أي جزيء.
ويعود تاريخ أول استخدام له في الإنجليزية إلى عام 1897، حيث ظهرت في أعمال مترجمة من الألمانية. وقد استخدمت أيضا مصطلحات مثل «الوزن الجزيئي» أو «وزن الجزيء» كاستخدام مكافئ لكلمة «مول»، ولكنها أهملت في وقتنا الحاضر، وبقي مصطلح «المول».
مصطلح مول ظهرت أهميته من خلال دراسة التفاعلات الكيميائية. ففي التفاعلات الكيميائية يتعامل الكيميائي مع المواد بالوزن:
وزن المادة الأولى المتفاعلة ووزن المادة الثانية المتفاعلة، فينتجا كم مولا (بالوزن) من المادة الناتجة أو المركبات الناتجة.

## تعريف

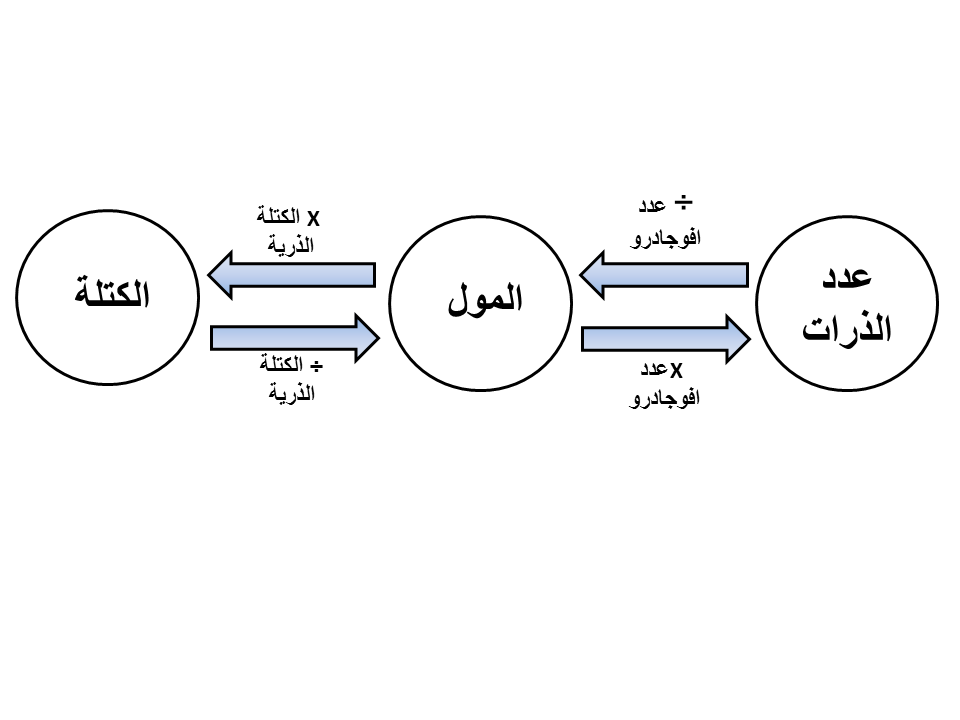
تحويل المول.

يُعرف المول بأنه الكتلة الذرية أو الجزيئية للمادة مُعبَّراً عنها بالجرام. ويُحسب بالطرق الآتية:
- بالنسبة إلى الكربون ذو الكتلة الذَّرية 12. فنقول أن 1 مول من الكربون هو 1·12 = 12 جرام.

ويُعرف أيضاً بأنه كمية المادة التي تحتوي على نفس عدد الجسيمات التي يحتويها 12 جرام من الكربون، ويرمز له بالإنجليزية mol.
وقد اختير الكربون-12 ليكون المرجع العياري لتعيين مولات العناصر.
- في حالة الكربون والحديد والنحاس تكون الجسيمات عبارة عن ذرات. في أحوال أخرى يمكن أن تكون الجسيمات جزيئات كما هو الحال بالنسبة إلى غاز الأكسجين حيث يتكون جزيئ الأكسجين من ذرتين، فتكون كتلته الذرية 16 + 16 = 32، وبذلك يكون 1 مول أكسجين = 32 جرام.
- في حالة الهيدروجين يتكون الجزيئ أيضا من ذرتين من الهيدروجين، وبما أن كتلة ذرة الهيدروجين الذرية = 1 فتكون كتلة جزيئ الهيروجين المولية = 2، ونقول أن كتلة مول واحد من الهيدروجين تزن = 2 جرام.
- بالنسبة إلى غاز خامل مثل الهيليوم، فهو يتكون من ذرات منفردة، ذرة منه تحتوي تزن 4 أضعاف ذرة الهيدروجين (تقريبا)، فيكون وزنه الذري = 4 جرام.

(أي 1 مول هيليوم = 4 جرام)
من ذلك يتبين أنه عندما نتكلم عن 1 مول فلا بد من التفرقة عن نوع الجسيمات في المادة، فإذا كانت ذرات نحسبها بالوزن الذري، وإذا كانت جزيئات نحسب المول بالوزن الجزيئي الذي يأخذ أعداد الذرات المختلفة في الجزيئ في الحسبان، ونحسبها دائما بالجرام.
- عدد الذرات في 1 مول من العنصر = ثابت أفوجادرو

ثابت أفوجادرو = {\displaystyle N_{\mathrm {A} }=6{.}022\;141\;29\;(27)\cdot 10^{23}\ \mathrm {mol} ^{-1}}
- أي من الممكن أيضا حساب عدد الأيونات في المول [11]

## استنتاجات
المول هو كمية المادة في نظام ما يحتوي على عدد من الجسيمات الأولية (مثل الذرات، والجزيئات). إذن:
- يحتوي مول واحد من الحديد على عدد مساوي من الذرات الموجودة في مول واحد من الذهب.
- يحتوي مول واحد من البنزين على عدد مساوي من الجزيئات الموجودة في مول واحد من الماء.
- كما أن عدد الذرات الموجودة في مول واحد من الحديد مساوي لعدد الجزيئات في مول واحد من الماء.

فإن كلا منهم يُحسب على أساس ثابت أفوجادرو.

## المول وعدد أفوجادرو
عدد الجسيمات (عدد الذرات أو عدد الجزييئات) التي توجد في 1 مول تساوي عدد أفوجادرو.
{\displaystyle 6{,}022\ 10^{23}\ \mathrm {mol} ^{-1}}
وهذا يفسر القول بأن 1 مول من الحديد فيه عدد ذرات كما في 1 مول من الكربون.
والطريقة الشائعة لقياس كمية مادة ما، هي قياس كتلتها ثم تقسيمها على الكتلة المولية للمادة فنحصل على ما يسمى  «ثابت الكتلة المولية» molar mass constant (وقيمة 1 جرام/مول).
ويمكن حساب الكتل المولية للمواد المختلفة بسهولة من قيم جدولية للأوزان الذرية وثابت الكتلة المولية. كما توجد طرق أخرى مثل استخدام الحجم المولي أو قياس الشحنة الكهربائية.

## حساب كمية المادة
لحساب كمية المادة تستخدم العلاقة الآتية:
{\displaystyle n={\frac {m}{M}}}
حيث أن:
{\displaystyle n} هي كمية المادة (بالمول).
{\displaystyle m} هي كتلة المادة (بالجرام).
{\displaystyle M} الكتلة المولية للمادة (جرام/مول).
ونجد الكتل المولية للعناصر الكيميائية في جداول، كما يمكن حساب الكتلة المولية للمركبات الكيميائية من معرفة تركيبها من العناصر، واخذ قيم العناصر من الجداول.
والكتلة الذرية التي نجدها في الجداول لجميع العناصر محسوبة مع مراعاة نسب النظائر المختلفة للعنصر في تركيبه الطبيعي. فعلى سبيل المثال الكتلة الذرية للكربون تبلغ 12,0107 وحدة كتل ذرية وهي للكربون الذي نجده في الطبيعة، وهو يتكون من ألكربون-12 والكربون-13 والكربون-14 المشع.
بينما تكون نسب النظائر في العناصر المستقرة الموجودة في الطبيعة تكاد تكون ثابتة، فلا يصح ذلك بالنسبة للعناصر المشعة حيث تتغير نسب النظائر بشدة بحسب مكان استخراجها وأعمارها.

## كتلة 1 مول منالماء
- يحتوي 1 مول من المادة على:
- 6,022·1023 من الجسيمات.
- جزيء ماء واحد {\displaystyle H_{2}O} يتكون من 1 ذرة أكسجين + 2 ذرة هيدروجين.
- تحتوي ذرة الأكسجين على 16 نوكليون (نيوترونات وبروتونات)، وتحتوي ذرة الهيدروجين على 1 بروتون.
- أي يحتوي جزيء الماء على 18 نوكليون
- كتلة النيوكليون 1,6605 · 10−24 جرام.
- كتلة 1 جزيء ماء تبلغ 18 · 1.66 · 10 −24 جرام.
- كتلة 1 مول ماء هو 18·1 = 18 جرام (g).

## كتلة 1 مولهيليوم
- ذرة الهيليوم لها كتلة تعادل 4 وحدة كتل ذرية (2 بروتون و 2 نيوترون،(ونهمل الإلكترونات حيث أنها أخف كثيرا جدا). وغاز الهيليوم أحادي الذرة حيث لا تدخل ذرته في ارتباط مع عنصر آخر ولا مع ذرة أخرى من الهيليوم.
- 1 مول  هيليوم له كتلة 4 جرام ويحتوي على نحو 6,022·1023 من ذرات الهيليوم.

## تحضير هيدروكسيد الليثيوم منالليثيوموالماء
{\displaystyle \mathrm {2\,Li+2\,H_{2}O\rightarrow 1\,H_{2}+2\,LiOH} }
عند تحضير هيدروكسيد الليثيوم LiOH ينقسم جزيئين من الماء بواسطة 2 ذرة ليثيوم إلى 2 H- و 2 OH-. ونظرا لأنه في 1 مول من كل من الماء والليثيوم توجد أعدادا متساوية من الجسيمات، فإننا نحتاج إلى 2 مول من الليثيوم و 2 مول ماء، (أو بصفة عامة تكون نسبتهما 2 : 2).
ونحسب:
2·6.94 = 13.88 جرام ليثيوم و 2·18 = 36 جرام ماء يتفاعلان وينتجان 2·1 = 2 جرام هيدروجين و 47.88 جرام هيدروكسيد الليثيوم.